# 行徳街道
行徳街道（ぎょうとくかいどう）は、千葉県市川市から浦安市に至る街道。千葉県道6号市川浦安線の旧道区間を含む通称。また、江戸時代に整備されたとされ、木下街道及び成田街道の陸路の起終点とされる街道。

## 概要
江戸時代、行徳塩田で採れた塩を運搬するため、1632年に行徳川が整備されると、江戸と行徳を結ぶ行徳船が開通した。その後、日本橋と行徳を結ぶ定期船が開通すると、成田詣へ行くために商人や庶民が行徳に訪れ、現在の今井橋付近から行徳橋付近までの間に行徳街道が整備された。
木下街道へは現在の行徳橋付近より稲荷木を経由して八幡宿で合流していた。また、成田街道へは行徳街道（現在の行徳一丁目付近）を起点として、徳願寺の前を通り田尻、高谷を経由して、海神で合流していた。市川市内の成田街道の一部は寺町通りと呼ばれる。押切付近から行徳一丁目付近までの間で徳川家康が東金へ鷹狩りに行くために通ったとされる権現道が東側に併走している。
1972年には新行徳橋を経由するバイパスが開通したが、八幡方面へ向かうバスは浦安駅付近と稲荷木付近を除いてすべて旧道を走る。街道沿いには現在も寺院や江戸時代の遺構などが残っている。

## 行徳道
行徳道は、行徳川の整備以前に塩の運搬に利用されていたとされる街道。平井の渡し（現在の平井橋付近）を起点として、現在の一之江駅付近と今井の渡し（現在の今井橋付近）を経由して行徳河岸へと到達していた。途中、四股（現在の小松川JCT付近）で元佐倉道に交差していた。現在は荒川放水路以東が江戸川区の管理する今井街道となっている。

## バス路線
京成バス千葉ウエスト（塩浜営業所）
- 浦安01：浦安駅 - 本八幡駅
- 浦安02：浦安駅 - 行徳駅（朝夕のみ）
- 浦安03：新浦安駅 - 本八幡駅
- 浦安04：行徳駅 - 本八幡駅
- 市川04：行徳駅→市川駅（朝のみ）